# Daniel Flaherty

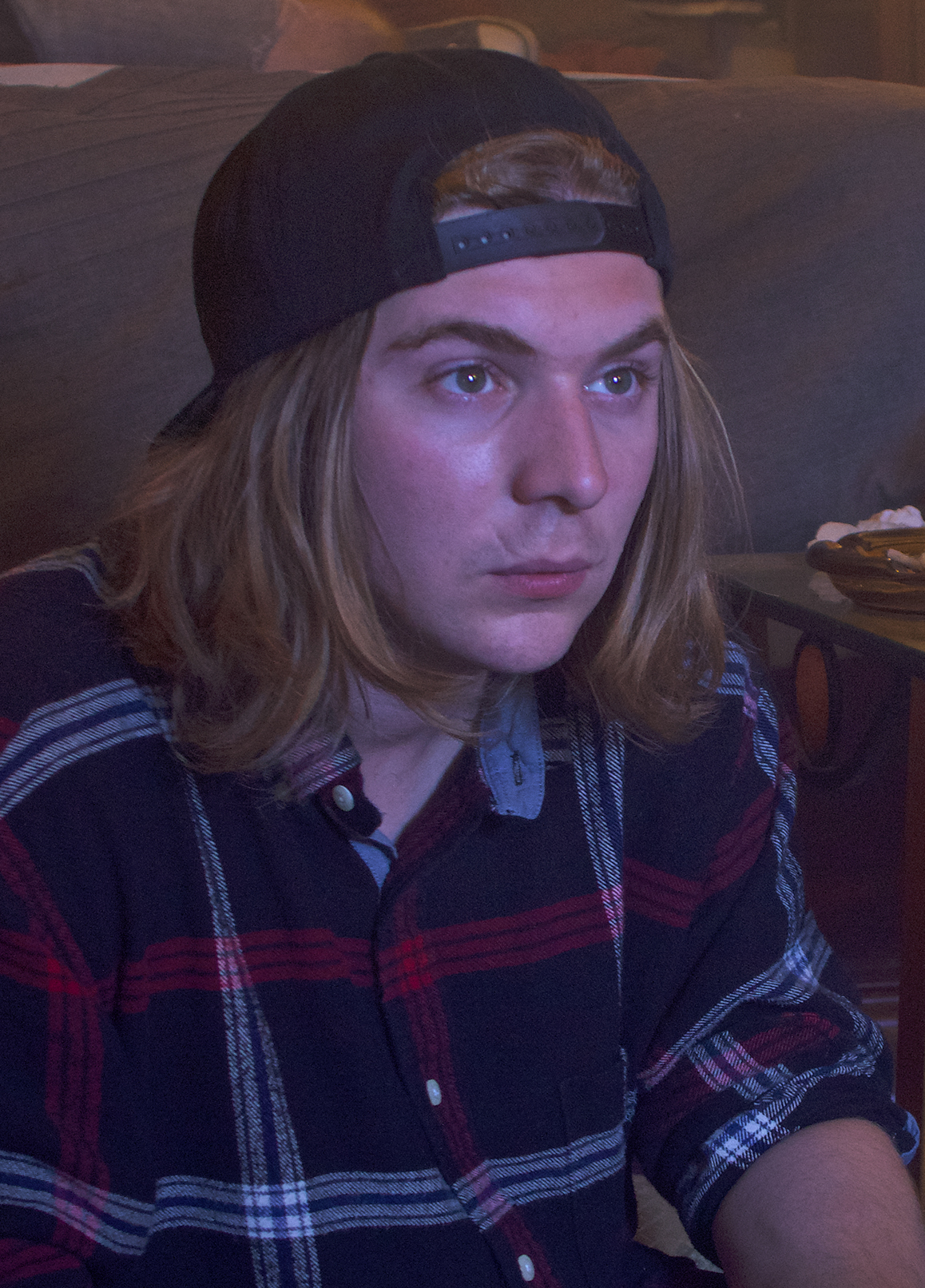
Danny Flaherty während der Dreharbeiten zum Film The Garden Left Behind (2016)

Daniel „Danny“ Flaherty (* 11. Juni 1993 in Glen Rock, New Jersey) ist ein US-amerikanischer Schauspieler. Bekanntheit erlangte er vor allem durch seine Rollen aus den Serien Skins und The Americans.

## Leben und Karriere
Daniel Flaherty stammt aus New Jersey, wo er als jüngstes von fünf Kindern eines Geschäftsmanns und einer Zahnhygienikerin, aufwuchs. Er besuchte die Glen Rock High School in seiner Heimatstadt. Während seine Geschwister Berufe im Bereich der Musik, Mode und Regie ergriffen, interessierte er sich früh für das Schauspiel. Im Alters von 12 Jahren stand er für den Kurzfilm My First Kiss erstmals vor der Kamera. Nach weiteren Auftritten in Kurzfilmen nahm er an einem Casting in New York für die Serie Skins teil. Nach erfolgreichem Vorspielen wurde er in der Serie in der Rolle des Stanley Lucerne besetzt, die in Toronto gedreht wurde. Während des Seriendrehs erhielt er Einzelunterricht und begann, neben der Schauspielerei, auch damit Songs zu schreiben und zu skateboarden Mit Mitschülern gründete er als damals Sechstklässler die Band MF Killer Starfish.
Nach dem Ende der Serie trat er in Gastrollen in Criminal Intent – Verbrechen im Visier und Unforgettable auf. 2012 gehörte er zum Stimmenensemble für den Animationsfilm Ice Age 4 – Voll verschoben und spielte zudem eine kleine Rolle in der Rom Com Wie beim ersten Mal. 2013 spielte er als Tommy Dolen eine der Hauptrollen in der Dramakomödie Contest und wirkte zudem als Zip in einer kleinen Rolle in Martin Scorseses The Wolf of Wall Street mit. In der Serie Nurse Jackie spielte er 2013 als Danny eine kleine Nebenrolle. Nach Auftritten in Unrelated und The Leftovers trat er in den Spielfilmen Annie und King Jack auf. 2015 spielte er die Rolle des Robin in der romantischen Komödie Naomi & Ely – Die Liebe, die Freundschaft und alles dazwischen. Im Filmdrama Goat war er 2016 in der Rolle des Will zu sehen.
Von 2013 bis 2017 gehörte er Flaherty als Matthew Beeman zur Besetzung der Dramaserie The Americans. 2017 trat er als Marcus in Noah Baumbachs Tragikomödie The Meyerowitz Stories (New and Selected) auf. Weitere Serienrollen übernahm er in Eye Candy, The Night Of – Die Wahrheit einer Nacht, Instinct und The Deuce. 2020 verkörperte er den Anti-Kriegs-Aktivisten John Froines im Gerichtsthriller The Trial of the Chicago 7. Flaherty wird von der Agentur Shirley Grant Management vertreten und lebt in New York City.

## Filmografie (Auswahl)
- 2005: My First Kiss (Fernsehfilm)
- 2008: Chords (Kurzfilm)
- 2010: Spark (Kurzfilm)
- 2011: Skins (Fernsehserie, 13 Episoden)
- 2011: Criminal Intent – Verbrechen im Visier (Criminal Intent, Fernsehserie, Episode 10x01)
- 2011: Unforgettable (Fernsehserie, Episode 1x10)
- 2012: Ice Age 4 – Voll verschoben (Ice Age: Continental Drift, Stimme)
- 2012: Wie beim ersten Mal (Hope Springs)
- 2013: Nurse Jackie (Fernsehserie, 4 Episoden)
- 2013: Paradise
- 2013: Contest
- 2013: The Wolf of Wall Street
- 2013–2017: The Americans (Fernsehserie, 23 Episoden)
- 2014: Hits
- 2014: Unrelated (Fernsehserie, 3 Episoden)
- 2014: The Leftovers (Fernsehserie, 3 Episoden)
- 2014: Annie
- 2015: Eye Candy (Fernsehserie, Episode 1x04)
- 2015: The Adderall Diaries
- 2015: King Jack
- 2015: Naomi & Ely – Die Liebe, die Freundschaft und alles dazwischen (Naomi and Ely's No Kiss List)
- 2015: Anatomy of the Tide
- 2016: Goat
- 2016: The Transfiguration
- 2016: The Night Of – Die Wahrheit einer Nacht (The Night Of, Fernsehserie, Episode 1x07)
- 2017: The Eyes
- 2017: The Meyerowitz Stories (New and Selected)
- 2017: November Criminals
- 2018: Instinct (Fernsehserie, Episode 1x12)
- 2018: The Deuce (Fernsehserie, Episode 2x04)
- 2018: Ask for Jane
- 2019: The Garden Left Behind
- 2020: The Trial of the Chicago 7
- 2021: Chicago Med (Fernsehserie, 2 Episoden)
- 2022: Every Last Secret